# Korium
Korium – zastygła, przypominająca wyglądem lawę, mieszanina materiałów wchodzących w skład rdzenia reaktora jądrowego, powstała w wyniku jego stopienia. Zawiera paliwo jądrowe, produkty jego rozpadu oraz produkty reakcji z powietrzem, wodą i parą wodną, a także materiały z których zbudowany był rdzeń reaktora, pręty regulacyjne, pręty bezpieczeństwa, a w przypadku przepalenia obudowy rdzenia – również beton.
Stopienie rdzenia reaktora jądrowego jest najpoważniejszą awarią w elektrowni atomowej.
Powstaje w wyniku ciężkich pozaprojektowych awarii elektrowni jądrowych, zainicjowanych zdarzeniami, których w projekcie nie przewidziano i nie przewidziano środków do ich opanowania. Topienie się paliwa zazwyczaj jest skutkiem ustania chłodzenia reaktora. W następstwie takiego zdarzenia roztopione materiały rdzenia o temperaturze ponad 2000 °C i masie do 250 ton spływają na dno zbiornika reaktora. W przypadku, gdy jest on przystosowany do zewnętrznego chłodzenia, utrzymują się w nim aż do całkowitego zestalenia się. W sytuacji, gdy takiego układu chłodzenia reaktor nie ma – jego zbiornik może ulec przetopieniu. Jeśli reaktor jest wyposażony w specjalny zbiornik retencyjny do magazynowania i schładzania roztopionej masy, następuje przemieszczanie się korium do takiego urządzenia, zbudowanego na zewnątrz reaktora i wyposażonego w autonomiczny bierny układ chłodzenia. W ten sposób zapobiega się wylewaniu stopu na betonową płytę fundamentową.
Przy chłodzeniu korium wodą występuje niebezpieczeństwo wybuchu pary wodnej i wodoru, mogące naruszyć obudowę bezpieczeństwa. Nie jest wykluczone również powstanie stanu krytycznego, któremu to przypadkowi może sprzyjać:
- brak w korium substancji pochłaniającej neutrony,
- niewłaściwy kształt geometryczny urządzenia do magazynowania, umożliwiający utworzenie się w odpowiedniej proporcji uranowo-wodnej kompozycji.

## Korium z reaktora czarnobylskiego
Rdzeń czwartego bloku Elektrowni Czarnobylskiej zawierający 190,2 tony uranu zaczął się topić w ciągu kilku sekund, nie wskutek ucieczki wody chłodzącej, jak w TMI-2, lecz w wyniku gwałtownie rozwijającej się reakcji łańcuchowej, wywołanej awarią reaktywnościową.
W procesie formowania się korium można wyróżnić trzy fazy.
1. Podczas pierwszej fazy, trwającej kilka sekund, w niektórych obszarach rdzenia temperatura przekraczała 2600 °C. Stopieniu uległo ok. 30% materiałów rdzenia, tworząc mieszaninę cyrkonu z dwutlenkiem uranu. Początkowa wartość ciepła powyłączeniowego wynosiła 200[kW/t].
2. Druga faza trwała sześć dni. W tym okresie zachodziła reakcja roztopionej masy rdzenia z silikatowymi materiałami: piaskiem (zrzucanym na rozżarzony rdzeń z helikoptera), betonem i serpentynem. Istniało niebezpieczeństwo, że w części nieuszkodzonych kaset paliwowych tkwiących w grafitowych blokach może powstać stan krytyczny. Z obliczeń wykonanych pod koniec maja 1986 r. wynikało, że w stopionym materiale pozbawianym wody i prętów sterowania, współczynnik powielania neutronów przy temperaturze 1000 °C mógł osiągnąć wartość k = 1,16.
3. Trzecia faza charakteryzowała się laminacją korium i roztapianiem przezeń trzech żelazobetonowych stropów.